# Lista över matematiker
Detta är en lista över kända matematiker listade efter efternamn.

## A
- Niels Henrik Abel (Norge, 1802–1829)
- Ralph H. Abraham (USA, 1936–)
- Wilhelm Ackermann (Tyskland, 1896–1962)
- Maria Gaetana Agnesi (Italien, 1718–1799)
- Lars Ahlfors (Finland, 1907–1996)
- Ahmes (Egypten, ca 1700 f.Kr.)
- Jean le Rond d'Alembert (Frankrike, 1717–1783)
- Abu Ja'far Muhammad ibn Musa al-Khwarizmi (Bagdad, 780–850)
- Alexander Anderson (Skottland, 1582–1620)
- André-Marie Ampère (Frankrike, 1775–1836)
- Apollonios (Perga, 265 f.Kr.–170 f.Kr.)
- Paul Appell (Frankrike, 1855–1930)
- Arkimedes (Syrakusa, 287 f.Kr.–212 f.Kr.)
- Vladimir Arnold (Ryssland, 1937–2010)
- Aryabhata (Indien, 476–)
- Michael Francis Atiyah (Storbritannien, 1929–)

## B
- Charles Babbage (Storbritannien, 1791–1871)
- Alan Baker (Storbritannien, 1939–)
- Stefan Banach (Polen, 1892–1945)
- Grigory Isaakovitj Barenblatt (Ryssland, USA, 1927–)
- Isaac Barrow (England, 1630–1677)
- Thomas Bayes (England, 1702–1761)
- Eric Temple Bell (Skottland, USA, 1883–1960)
- Richard Bellman (USA, 1920–1984)
- Michael Benedicks (Sverige, 1949–)
- Daniel Bernoulli (Schweiz, 1700–1782)
- Jakob Bernoulli (Schweiz, 1654–1705)
- Johann Bernoulli (Schweiz, 1667–1748)
- Joseph Bertrand (Frankrike, 1822–1900)
- Friedrich Wilhelm Bessel (Tyskland, 1784–1846)
- Arne Beurling (Sverige, 1905–1986)
- Biruni (Persien, 973–1048)
- Farkos Bolyai (Rumänien, 1775–1856)
- János Bolyai (Rumänien, 1802–1860)
- Bernhard Bolzano (Böhmen, 1781–1848)
- Enrico Bombieri (Italien, 1940–)
- George Boole (Storbritannien, 1815–1864)
- Richard Borcherds (Storbritannien, 1959–)
- Émile Borel (Frankrike, 1871–1956)
- Karol Borsuk (Polen, 1905–1982)
- Nicolas Bourbaki (pseudonym för en grupp franska matematiker; 1935 och framåt)
- Jean Bourgain (Belgien, 1954–2018)
- Ruđer Josip Bošković (Republiken Dubrovnik, 1711–1787)
- Carl Benjamin Boyer (USA, 1906–1976)
- Henry Briggs (Storbritannien, 1561–1630)
- Luitzen Egbertus Jan Brouwer (Nederländerna, 1881–1966)
- Viggo Brun (Norge, 1885–1978)
- Johannes Jacobi Bureus (Sverige, ?–1672)

## C
- Georg Ferdinand Cantor (Tyskland, 1845–1918)
- Gerolamo Cardano (Italien, 1501–1576)
- Torsten Carleman (Sverige, 1892–1949)
- Lennart Carleson (Sverige, 1928–)
- Robert Daniel Carmichael (USA, 1879–1967)
- Henri Cartan (Frankrike, 1904–2008)
- Pierre Cartier (Frankrike, 1932–)
- Augustin Louis Cauchy (Frankrike, 1789–1857)
- Bonaventura Cavalieri (Italien, 1598–1647)
- Arthur Cayley (Storbritannien, 1821–1895)
- Eduard Čech (Tjeckien, 1893–1960)
- Ernesto Cesaro (Italien, 12 mars 1859 – 12 september 1906)
- Ludolph van Ceulen (Nederländerna, Tyskland, 1540–1610)
- Giovanni Ceva (Italien, 1648–1734)
- Donald Chakerian (USA)
- Gregory J. Chaitin (USA, 1947–)
- Sarvadaman Chowla (Indien, 1907–1995)
- Alonzo Church (USA, 1903–1995)
- Paul Joseph Cohen (USA, 1934–)
- Zuanne de Tonini da Coi (Clolla) (1500-talet)
- Nicolas de Condorcet (Frankrike, 1743–1794)
- Alain Connes (Frankrike, 1947–)
- John Bligh Conway (USA, 1939–)
- John Horton Conway (Storbritannien, 1937–)
- Harold Coxeter (Storbritannien, Kanada, 1907–2003)
- Gabriel Cramer (Schweiz, 1704–1752)
- Harald Cramér (Sverige, 1893–1985)
- Jing-Run Chen (Kina, 22 maj 1933–1966)
- Shiing-Shen Chern (Kina, USA, 26 oktober 1911–2004)

## D
- François d'Aguilon (Belgien, 1566–1617)
- Germinal Pierre Dandelin (Frankrike, Belgien, 1794–1847)
- David van Dantzig (Nederländerna, 1900–1959)
- Ludwig Danzer (Tyskland)
- George Dantzig (USA, 1914–2005)
- Jean Gaston Darboux (Frankrike, 14 augusti 1842 – 23 februari 1917)
- Richard Dedekind (Tyskland, 1831–1916)
- Pierre Deligne (Belgien, USA, 1944–)
- René Descartes (Frankrike, 1596–1650)
- Edsger Dijkstra (1930–2002)
- Diofantos av Alexandria (Egypten, ca 298 f.Kr. – ca 214 f.Kr.)
- Johann Peter Gustav Lejeune Dirichlet (Tyskland, 1805–1859)
- Simon Donaldson (Storbritannien, 1957–)
- Adrien Douady (Frankrike, 1935–)
- Jesse Douglas (USA, 1897–1965)
- Vladimir Drinfeld (Ukraina, 1954–)
- Eugene Dynkin (Sovjetunionen, USA, 1924–)
- Freeman Dyson (England, 1923–2020)

## E
- Albert Einstein (Tyskland, 1879–1955)
- Taher Elgamal (Egypten, USA, 1955–)
- William Emerson (England, Storbritannien, 1701–1782)
- Eratosthenes (Ptolemaios Egypten, 276 f.Kr. – 194 f.Kr.)
- Paul Erdős (Ungern, 1913–1996)
- Euklides (Ptolemaios Egypten, ca 365 f.Kr. – 275 f.Kr.)
- Eudoxos (Mindre Asien, ca 408 f.Kr. – ca 347 f.Kr.)
- Leonhard Euler (Schweiz, 1707–1783)

## F
- Gerd Faltings (Tyskland, 1954–)
- Charles Fefferman (USA, 1949–)
- Lipót Fejér (Ungern, 1880–1959)
- Pierre de Fermat (Frankrike, 1601–1665)
- Lodovico Ferrari (Italien, 1522–1565)
- Scipione del Ferro (Italien, 1465–1526)
- Leonardo Fibonacci (Italien, 1170–1250)
- Thomas Fincke (Danmark, 1561–1656)
- Bruno de Finetti (Italien, 1906–1985)
- Jean-Baptiste Joseph Fourier (Frankrike, 1768–1830)
- Adolf Fraenkel (Tyskland, 1891–1965)
- Maurice René Fréchet (Frankrike, 1878–1973)
- Ivar Fredholm (Sverige, 1866–1927)
- Michael Freedman (USA, 1951–)
- Gottlob Frege (Tyskland, 1848–1925)
- Ferdinand Georg Frobenius (Tyskland, 1849–1917)
- Joseph Furttenbach (Tyskland, 1591–1667)

## G
- Évariste Galois (Frankrike, 1811–1832)
- Martin Gardner (USA, 1914–2010)
- Carl Friedrich Gauss (Tyskland, 1777–1855)
- Israel Gelfand (Ryssland, 1913–2009)
- Gerhard Gentzen (Tyskland, 1909–1945)
- Sophie Germain (Frankrike, 1776–1831)
- Christian Goldbach (Tyskland, 1690–1764)
- William Sealy Gosset (Storbritannien, 1876–1937)
- William Timothy Gowers (Storbritannien, 1963–)
- Hermann Grassmann (Tyskland, 1809–1877)
- Ben Joseph Green (Storbritannien, 1977–)
- James Gregory (Skottland, 1638–1675)
- Alexander Grothendieck (Frankrike, 1928–2014)
- Christoph Gudermann, (Tyskland, 1798–1852)
- Paul Guldin (Tyskland, 1577–1643)
- Lars Gårding (Sverige, 1919–2014)
- Kurt Gödel (Tyskland, 1906–1978)

## H
- Jacques Hadamard (Frankrike, 1865–1963)
- Paul Halmos (Ungern, USA, 1916–2006)
- William Rowan Hamilton (Irland, 1805–1865)
- G.H. Hardy (Storbritannien , 1877–1947
- Felix Hausdorff (Tyskland, 1869–1942)
- Werner Heisenberg (Tyskland, 1901–1976)
- Charles Hermite (Frankrike, 1822–1901)
- David Hilbert (Tyskland, 1862–1943)
- Heisuke Hironaka (Japan, 1931–)
- Václav Hlavatý (Tjeckoslovakien, USA, 1894–1969)
- Guillaume l'Hôpital (Frankrike, 1661–1704)
- Christiaan Huygens (Nederländerna, 1629–1695)
- Hypatia (Egypten) 370–415
- Lars Hörmander (Sverige, 1931–2012)

## I
- Felix Iversen (Finland, 1887–1973)

## J
- Peter Jagers (Sverige, 1941–)
- Carl Gustav Jacob Jacobi (Tyskland, 1804–1851)
- Harold Jeffreys (Storbritannien (1891–1989)
- Vaughan Frederick Randal Jones (Nya Zeeland, USA, 1952–)
- Camille Jordan (Frankrike, 1838–1922)
- Gaston Julia (Algeriet, Frankrike) (1893–1978)

## K
- Mark Kac (Polen, USA, 1914–1984)
- Leonid Kantorovitj (Sovjetunionen, 1912–1986)
- Nandra Karmarkar (Indien, USA)
- Johannes Kepler (Tyskland, 1571–1630)
- Stephen Cole Kleene (USA, 1909–1994)
- Felix Klein (Tyskland, 1849–1925)
- Donald Knuth (USA, 1938–)
- Helge von Koch (Sverige, 1870–1924)
- Kunihiko Kodaira (Japan, 1915–1997)
- Andrej Kolmogorov (Ryssland, 1903–1987)
- Maksim Kontsevitj (Ryssland, 1964–)
- Sofja Kovalevskaja (Ryssland, 1850–1891)
- Leopold Kronecker (Tyskland, 1823–1891)
- Ernst Kummer (Tyskland, 1810–1893
- Kazimierz Kuratowski (Polen, 1896–1980)
- Martin Wilhelm Kutta (Tyskland, 1867–1944)
- Abraham Gotthelf Kästner (Tyskland, 1719–1800)

## L
- Laurent Lafforgue (Frankrike, 1966–)
- Joseph-Louis Lagrange (Frankrike, 1736–1813)
- Ivo Lah (Slovenien, 1896–1979)
- Johann Heinrich Lambert (Tyskland, 1728–1777)
- Robert Langlands (Kanada, USA, 1936–)
- Pierre-Simon de Laplace (Frankrike, 1749–1827)
- Stig Larsson (Sverige, 1952–)
- Henri Lebesgue (Frankrike, 1875–1941)
- Adrien-Marie Legendre (Frankrike, 1752–1833)
- Derrick Henry Lehmer (USA, 1905–1991)
- Gottfried Wilhelm von Leibniz (Tyskland, 1646–1716)
- Sophus Lie (Norge, 1842–1899)
- Ferdinand von Lindemann (Tyskland, 1852–1939)
- Jacques-Louis Lions (Frankrike, 1956–)
- Joseph Liouville (Frankrike, 1809–1882)
- John Littlewood (England, 1885–1977)
- Aleksandr Ljapunov (Ryssland, 1857–1918)
- Nikolaj Lobatjevskij (Ryssland, 1792–1856)
- Édouard Lucas (Frankrike, 1842–1891)

## M
- Saunders Mac Lane (USA, 1909–2005)
- Colin Maclaurin (Skottland, 1698–1746)
- Benoît Mandelbrot (Polen, Frankrike, USA, 1924–2010)
- Grigory Margulis (Sovjetunionen, USA, 1946–)
- Andrej Andrejevitj Markov (Ryssland, 1856–1922)
- Jerrold E. Marsden (USA)
- Anders Martin-Löf (Sverige, 1940–)
- Per Martin-Löf (Sverige, 1942–)
- Lorenzo Mascheroni (Italien, 1750–1800)
- Octav Mayer (Rumänien, 1895–1966)
- Curtis T. McMullen (USA, 1958–)
- Anders Melin (Sverige, 1943–)
- Hjalmar Mellin (Finland, 1854–1933)
- Karl Menger (USA, 1902–1985)
- Marin Mersenne (Frankrike, 1588–1648)
- Franz Mertens (Tyskland, 1840–1927)
- Adriaan Metius (Holland, 1571–1635)
- Preda Mihăilescu
- John Milnor (USA 1931–)
- Hermann Minkowski (Tyskland, 1864–1909)
- Richard von Mises (Österrike-Ungern, Tyskland, 1883–1953)
- Gösta Mittag-Leffler (Sverige, 1846–1927)
- August Ferdinand Möbius (Tyskland, 1790–1868)
- Georg Mohr (Danmark, 1640–1697)
- Abraham de Moivre (Frankrike, 1667–1754)
- Gaspard Monge (Frankrike, 1746–1818)
- Augustus De Morgan (Indien, Storbritannien, 1806–1871)

- Shigefumi Mori (Japan, 1951–)
- Harold Calvin Marston Morse (USA, 1892–1977)
- David Mumford (Storbritannien , USA, 1937–)

## N
- John Napier (Skottland, 1550–1617)
- John F. Nash Jr. (USA, 1928–2015)
- John von Neumann (Ungern, USA, 1903–1957)
- Rolf Nevanlinna (Finland, 1895–1980)
- Isaac Newton (Storbritannien, 1643–1727)
- Nikomedes (Grekland, 100-talet f. Kr.)
- Nilakantha Somayaji (Indien, 1444–1544)
- Emmy Noether (Tyskland, 1882–1935)
- Sergej Petrovitj Novikov (Ryssland, 1938–)
- Pjotr Sergejevitj Novikov (Ryssland, 1901–1935)
- Kristen Nygaard (Norge, 1926–2002)

## O
- Michail Vasiljevitj Ostrogradskij (Ryssland, 1801–1862)
- Ortlieb Claus Peter (Tyskland, 1947–2019)

## P
- Paul Painlevé (Frankrike, 1863–1933)
- Blaise Pascal (Frankrike, 1623–1662)
- Giuseppe Peano (Italien, 1858–1932)
- Roger Penrose (England, 1931–)
- Grigorij Perelman (Ryssland), 1966-)
- Oskar Perron, (Tyskland, 1880–1975)
- Julius Petersen (Danmark, 1839–1910)
- Émile Picard (Frankrike, 1856–1941)
- Subbayya Sivasankaranarayana Pillai (Indien, 1901–1950)
- Josip Plemelj (Slovenien, 1873–1967)
- Jules-Henri Poincaré (Frankrike, 1854–1912)
- Siméon Denis Poisson (Frankrike, 1781–1840)
- George Pólya (Ungern, USA, 1887–1985)
- Victor Puiseux (Frankrike, 1820–1883)
- Pythagoras (Grekland 582 f.Kr. – 496 f.Kr.)
- Leonardo Pisano (Italien 1175–1250)

## Q
- Daniel Quillen (USA, 1940–)
- Willard Van Orman Quine (USA, 1908–2000)

## R
- Srinivasa Aiyangar Ramanujan (Indien, 1887–1920)
- Frank P. Ramsey (Storbritannien, 1903–1930)
- Regiomontanus (Johannes Müller, Tyskland, 1436–1476)
- Marian Rejewski (Polen, 1905–1980)
- Ken A. Ribet (USA, 1948–)
- Jules Richard (Frankrike, 1862–1956)
- Bernhard Riemann (Tyskland, 1826–1866)
- Adam Ries (Tyskland, 1492–1559)
- Frigyes Riesz (Ungern, 1880–1956)
- Marcel Riesz (Ungern, Sverige, 1886–1969)
- Herbert Robbins (USA, Rutgers University)
- Abraham Robinson (?, 1919–1974)
- Gian-Carlo Rota (Italien, USA, 1932–1999)
- Klaus Roth (Tyskland, Storbritannien, 1925–)
- Walter Rudin (USA, University of Wisconsin–Madison, 1921–2010)
- Carl Runge (Tyskland, 1856–1927)
- Bertrand Russell (Storbritannien, 1872–1970)

## S
- Philippe Satgé (Frankrike)
- Erhard Schmidt (Tyskland, 1876–1959)
- Hermann Schwarz (Tyskland, 1843–1921)
- Frans van Schooten (Nederländerna, 1615–1660)
- Laurent Schwartz (Frankrike, 1915–2002)
- Seki Kowa (Japan, 1642–1708)
- Atle Selberg (Norge, USA, 1917–2007)
- Ernst Sejersted Selmer (Norge, 1920–2006)
- Jean-Pierre Serre (Frankrike, 1926–)
- Goro Shimura (Japan, 1930–)
- Peter Shor (USA, 1959–)
- Wacław Sierpiński (Polen, 1882–1969)
- Olof Sjöstrand (Sverige, 1894–1985)
- Neil Sloane (USA, ???? – ????)
- Stephen Smale (USA, 1930–)
- Willebrord Snell (Nederländerna, 1580–1626)
- Julian Vasiljevitj Sochotskij (Ryssland, 1842–1927)
- Sporus av Nicaea (Mindre Asien, ca 240 f.Kr. – ca 300 f.Kr.)
- Joseph Stefan (Österrike-Ungern, Slovenien 1835–1893)
- Jakob Steiner (Schweiz, 1796–1863)
- Simon Stevin (Nederländerna, 1548–1620)
- Michael Stifel (Tyskland, 1487–1567)
- Thomas Joannes Stieltjes (Nederländerna, 1856–1894)
- James Stirling (Skottland, 1692–1770)
- Ludvig Sylow (Norge, 1832–1918)
- Gábor Szegő (Ungern, 1895–1985)
- Endre Szemerédi (Ungern, 1940–)

## T
- Teiji Takagi (Japan, 21 april 1875 – 28 februari 1960)
- Tsuneo Tamagawa (Japan, USA, 1925–)
- Yutaka Taniyama (Japan, 1927–1958)
- Terence Tao (Australien, USA, 1975–)
- Michael Tarsi (Israel)
- Alfred Tarski (Polen, 1902–1983)
- Niccolò Fontana Tartaglia (Venedig, 1499–1557)
- Brook Taylor (Storbritannien, 1685–1731)
- Oswald Teichmüller (Tyskland, 1913–1943)
- Thales (Grekland, 624 f.Kr. – 547 f.Kr.)
- René Thom (Frankrike, 1923–2002)
- Vidar Thomée (Sverige, 1933–)
- John Griggs Thompson (USA, 1932–)
- William Thurston (1946–)
- Andrej Nikolajevitj Tichonov (Sovjetunionen, 1906–1993)
- Jacques Tits (Belgien, 1930–)
- Pafnutij Tjebysjov (Ryssland, (16 maj 1821 – 8 december 1894)
- Otto Toeplitz, (1 augusti 1881 – 15 februari 1940)
- Leonardo Torres y Quevedo (Spanien, 1852–1936)
- Ehrenfried Walter von Tschirnhaus (Tyskland, 10 april 1651 – 11 oktober 1708)
- Chung-Tze Tsen (Kina, 2 april 1898 – november 1940)
- Albert W. Tucker (Kanada, USA, 1905–1995)
- Jerrold Tunnell
- Pál Turán
- Alan Turing (Storbritannien, 1912–1954)
- Helge Tverberg (Norge, 1935–)

## U
- Stanislaw Ulam (Polen, USA, 1909–1984)
- Uqlidisi (Mellanöstern, 920–990)
- Pavell Samuilovitj Uryson (Sovjetunionen, 1898–1924)

## V
- Jurij Vega (Slovenien, 1754–1802)
- Ivan Vidav (Slovenien, 1918–)
- François Viète (Frankrike, 1540–1603)
- Leopold Vietoris (Österrike, 1891–2002)
- Anders Vretblad (Sverige, 1943–)

## W
- Bartel Leendert van der Waerden (Nederländerna, 1903–1996)
- Edward Waring (England, 1736–1798)
- Karl Weierstrass (Tyskland, 1815–1897)
- André Weil (Frankrike, 1906–1998)
- Caspar Wessel (Norge–Danmark, 1745–1818)
- Hermann Klaus Hugo Weyl (Tyskland, USA, 1885–1955)
- Alfred North Whitehead (England, 1861–1947)
- Arthur Wieferich (Tyskland, 1910-talet)
- Norbert Wiener (USA, 1894–1964)
- Andrew Wiles (Storbritannien, 1953–)
- Edward Witten (USA, 1951–)
- Ludwig Wittgenstein (Österrike, 1889–1951)
- Vladimir Voevodsky (Ryssland, 1966–)
- Joseph Wolstenholme (England, 1829–1891)
- Christopher Wren (England, 1632–1723)

## X
- Leonardo Ximenes (Italien, 1716–1786)
- Yi Xing (Kina, 683–727)

## Y
- Shing-Tung Yau (Kina, USA, 1949–)
- Jean-Christophe Yoccoz (Frankrike, 1957–)

## Z
- Hans Julius Zassenhaus (Tyskland, 28 maj 1912 – 21 november 1991)
- Doron Zeilberger (Israel, USA, 1950–)
- Jefim Isaakovitj Zelmanov (Sovjetunionen, USA, 1955–)
- Ernst Zermelo (Tyskland, 1871–1953)
- Günter M. Ziegler (Tyskland, 1963–)
- Zhang Heng (Kina, 78–139)
- Zhu Shijie (Kina, 1270–1330)
- Jegor Ivanovitj Zolotarjov (Ryssland, 1847–1879)
- Max A. Zorn (Tyskland, 6 juli 1906 – 9 mars 1993)
- Herbert Samuel Puckerman (1912–1970)